# Coelioxys yanonis
Coelioxys yanonis là một loài Hymenoptera trong họ Megachilidae. Loài này được Matsumura mô tả khoa học năm 1912.